# 피스톨레
피스톨레(프랑스어: Pistolet)는 벨기에의 작고 둥근 롤빵이다. 벨기에 중에서도 브뤼셀에서 특히 유명하다. "피스톨레"라는 단어는 프랑스어로 "권총"이라는 뜻을 가지고 있다.

## 같이 보기
- 파푸세쿠
- 프렌치롤